# 米奇·戴
麥可·威廉·「米奇」·戴（Michael William "Mikey" Day，1980年3月20日—）是美國的一位演員、喜劇演員、作家、導演。戴出生在加利福尼亞橘郡，畢業於加州大學洛杉磯分校。